# District de Marcali
Le district de Szigetvár (en hongrois : Szigetvári járás) est un des 8 districts du comitat de Somogy en Hongrie. Il compte 34 734 habitants et rassemble 37 localités : 36 communes et une seule ville, Marcali, son chef-lieu.
Cette entité existait déjà auparavant, jusqu'à la réforme territoriale de 1983 qui a supprimé les districts.

## Localités
- Balatonberény
- Balatonkeresztúr
- Balatonmáriafürdő
- Balatonszentgyörgy
- Balatonújlak
- Böhönye
- Csákány
- Csömend
- Főnyed
- Gadány
- Hollád
- Hosszúvíz
- Kelevíz
- Kéthely
- Libickozma
- Marcali
- Mesztegnyő
- Nagyszakácsi
- Nemesdéd
- Nemeskisfalud
- Nemesvid
- Nikla
- Pusztakovácsi
- Somogysimonyi
- Somogyszentpál
- Somogysámson
- Somogyzsitfa
- Szegerdő
- Szenyér
- Szőkedencs
- Sávoly
- Tapsony
- Tikos
- Táska
- Varászló
- Vése
- Vörs